# Herb Wysp Świętego Tomasza i Książęcej
Herb Wysp Świętego Tomasza i Książęcej został przyjęty w 1977 roku i potwierdzony w konstytucji z marca 1990. Herb przedstawia na tarczy migdałowej (normańskiej) w polu złotym palmę. Nad tarczą na złoto-błękitnym zawoju błękitna pięcioramienna gwiazda. Trzymacze to kania czarna (Milvus migrans parasiticus) i żako wyspowe (Psittacus erithacus). Kania czarna jest uznawana za ptaka narodowego Wysp. Pod tarczą wstęga z dewizą Unidade, Disciplina, Trabalho (port. Jedność, dyscyplina, praca) trzymana przez łapy obu ptaków. Nad tarczą wstęga z nazwą państwa w języku portugalskim.

## Herby z czasów Portugalskich

1935–1951
1951–1975
Tarcza